# انتخابات مجلس شورای ملی (۱۳۰۰)
انتخابات مجلس چهارم ایران اولین انتخابات پس از کودتای ۳ اسفند ۱۲۹۹ که در سال ۱۳۰۰ برگزار شد. حزب اصلاح طلبان به رهبری حسن مدرس توانست اکثریت کرسی‌های مجلس را بدست آورد همچنین حزب سوسیالیست تبدیل به حزب اصلی اپوزیسیون گشت.